# Kamyšovka (Oblast' autonoma ebraica)
Kamyšovka (in lingua russa Камышовка) è un centro abitato dell'Oblast' autonoma ebraica, situato nel Smidovičskij rajon.